# Baureihe ET 11
Baureihe ET 11 – elektryczny zespół trakcyjny produkowany w latach 1935–1937 dla kolei niemieckich. Wyprodukowano trzy zespoły trakcyjne. Zostały wyprodukowane do ekspresowych pociągów pasażerskich na zelektryfikowanych liniach kolejowych. Jednostki eksploatowano na liniach kolejowych we Frankonii oraz w Austriackich Alpach. Jedna jednostka została zachowana jako eksponat zabytkowy